# Foravirumab
Il foravirumab  è un anticorpo monoclonale di tipo umano, che viene utilizzato per la profilassi della rabbia.
Il farmaco agisce sull'antigene glicoproteico della superficie del virus.